# Aristoxenos
Aristoxenos (in greco antico: ᾿Αριστόξενος?, Aristòxenos; fl. prima metà IV secolo a.C.) è stato un medaglista e incisore di conii greco antico, attivo dopo la metà del V secolo a.C. nella monetazione di Metapontum e in quella di Heraclea; fa parte del ristretto numero di incisori di conii dell'antichità di cui si conosce il nome, tramandato dalla firma sulle monete.

## Biografia
ΑΡΙΣΤΟΞΕΝΟΣ o, abbreviato, ΑΡΙΣΤΟΞΕ etc, è  un artista che appare su didracmi di Heraclea e Metapontum; sulle monete di Metapontum la firma è situata sempre sotto il taglio del collo.

## Monete

### Heraclea
Una moneta di Heraclea firmata da Aristoxenos e appartenente alla collezione di Imhoof-Blumer è dettagliatamente descritta in un lavoro pubblicato nel 1870.
Al dritto è raffigurata la testa di Atena. Indossa un elmo attico decorato con Scilla. Sulla base della cresta dell'elmo c'è, in caratteri minuti, la scritta ΑΡΙΣΤΟΞΕΝΟΣ.
Al rovescio è raffigurato Eracle che lotta con il leone nemeo. Sulla linea di esergo, sempre in caratteri minuti, c'è la scritta ΑΡΙΣΤΟΞΕ.
La doppia firma, al dritto e al rovescio, è presente anche in diverse monete della monetazione di Syracusae.
Le monete, catalogate come van Keuren 8 e van Keuren 10, sono molto simili a van Keuren 7. Differiscono, oltre che per la presenza della firma, perché in quest'ultima l'elmo è adornato con un ippocampo anziché con Scilla.

### Metapontum
La firma di Aristoxenos è presente anche in alcuni stateri appartenente alla monetazione di Metapontum. Le monete sono catalogate come HN Italy da 1516 a 1522
Il dritto presenta la testa di Demetra, con alcune varianti nell'acconciatura dei capelli.
Al rovescio è raffigurata la spiga di orzo che caratterizza tutte le emissioni di Metapontum.
La firma è presente in lettere minute in varie forme (ΑΡΙΣΤΟΞΕ, ΑΡΙ, ΡΙΣΤΟ, etc.) a volte al dritto ed altre al rovescio.